# Minh Long (phường)
Minh Long là một phường thuộc thị xã Chơn Thành, tỉnh Bình Phước, Việt Nam.

## Địa lý
Phường Minh Long nằm ở phía tây thị xã Chơn Thành, có vị trí địa lý: 
- Phía đông giáp phường Hưng Long và phường Thành Tâm
- Phía tây và phía nam giáp tỉnh Bình Dương
- Phía bắc giáp phường Minh Hưng.

Phường có diện tích 37,61 km², dân số năm 2021 là 8.738 người, mật độ dân số đạt 232 người/km².

## Lịch sử
Trước đây, Minh Long là một xã thuộc huyện Bình Long cũ.
Ngày 20 tháng 2 năm 2003, huyện Bình Long được chia thành hai huyện Bình Long và Chơn Thành, xã Minh Long chuyển sang trực thuộc huyện Chơn Thành.
Ngày 11 tháng 8 năm 2022, Ủy ban Thường vụ Quốc hội ban hành Nghị quyết số 570/NQ-UBTVQH15 về việc thành lập thị xã Chơn Thành và các phường thuộc thị xã Chơn Thành, tỉnh Bình Phước (nghị quyết có hiệu lực từ ngày 1 tháng 10 năm 2022). Theo đó, thành lập phường Minh Long thuộc thị xã Chơn Thành trên cơ sở toàn bộ 37,61 km² diện tích tự nhiên và 8.738 người của xã Minh Long.

## Kinh tế
Phường Minh Long là khu vực chuyên sản xuất giống cao su như stump bầu, stump trần trong nhiều năm. Hiện nay, nơi đây canh tác chủ yếu là cao su giống, cao su lấy mủ, mang lại nhiều lợi nhuận cho bà con nông dân trong những năm trước đây.